# Dichaetomyia leucoceros
Dichaetomyia leucoceros är en tvåvingeart som först beskrevs av Walker 1864.  Dichaetomyia leucoceros ingår i släktet Dichaetomyia och familjen husflugor. Inga underarter finns listade i Catalogue of Life.